# عرفان قانعی‌فرد
عرفان قانعی‌فرد نویسنده و مترجم ایرانی است که در آمریکا اقامت دارد. او با مسعود بارزانی، جلال طالبانی، فؤاد معصوم، نوری مالکی، نوآم چامسکی، جیمز بیکر، پرویز ثابتی گفتگو داشته‌است. از او انتقاداتی به سبب شکل تاریخ‌نگاری سیاسی و ترجمه (به ویژه ترجمه کتابی از روناک یاسین) شده‌است.

## انتقادات
از او انتقاداتی به سبب شکل تاریخ‌نگاری سیاسی و ترجمه شده‌است.
او در کتاب خاطرات یک رعیت کرد که در سال ۱۳۷۹ در ایران چاپ شد زندگی «روناک یاسین» را روایت کرده‌است. حسین حسینی، استاد دانشگاه سلیمانیه، در یک تحقیق مختصر نشان داد که روناک یاسین که در این کتاب با عنوان استاد هاروارد، از او یاد شده بود وجود خارجی ندارد. قانعی فرد در مصاحبه‌ای گفته‌است «این داستان اسطوره‌ای است که شخصی به یک زن پرداخته و کتابی از آن منتشر شده». این در حالیست که او در سال ۱۳۸۵ مراسمی برای بزرگداشت شخصیت روناک یاسین در تهران برگزار کرده‌است.